# Хуарт фон Елтер
Хуарт фон Елтер (на немски: Huart (Huwart, Hué) von Elter, Herr zu Elter, & Neuville, Seneschal of Luxembourg; † между 10 май 1416 и 1 октомври 1417) от род Елтер е господар на Елтер (част от Емерих) на Рейн в Северен Рейн-Вестфалия, Щерпених (в Люксембург) и Нойвил и сенешал на Люксембург.

## Произход
Той е син на Хуарт († между 24 август 1378/1 октомври 1379), сенешал и маршал на Люксембург, господар на Нидер-Елтер, и съпругата му Маргарета фон Мерш († 23 януари 1381), дъщеря на Йохан фон Родемахерн († ок. 1330), господар на Мерш, и Хебела фон Мерш († сл. 1319), дъщеря на Йохан фон Мерш († сл. 1293). Внук е на Хуго фон Елтер († пр. 1317) и Маргарета († 1345). Брат е на Гилес фон Елтер, господар на Кьорих и Тиркелет ан дер Лан († 7 февруари 1416), женен 1380 г. за Мария фон Кьорих († сл. 10 януари 1439).

## Фамилия
Хуарт фон Елтер се жени пр. 10 август 1381 г. за Ермезинда фон Холенфелс († 20 декември 1426), дъщеря на Гобел IV фон Холенфелс († 6 април 1360) и Кунигунда фон Родемахерн († сл. 1356). Те имат децата:
- Маргарета фон Елтер († между 1 януари/7 февруари 1480), омъжена I. 1396 г. за Жан III де Валкоте, господар на Рошефорт и д'Агимонт (* 1377; † 28 септември 1408), II. 1408 г. за Персант де Хамал († ок. 1435), III. на 24 юли 1435 г. за Йохан фон Болхен, господар на Бербург, провост на Люксембург († 5 март 1468)
- Хуарт III фон Елтер († между 18 март 1439/6 февруари 1446), господар на Холенфелс, Буршайд, Тьорних, Рекинген и Ларош-ен-Ардене, женен за Алайде де Фриавил де Шинделц
- Ермезинда фон Елтер († сл. 1414), омъжена пр. 26 април 1402 г. за Йохан I фон Виненбург-Байлщайн († сл. 1444)
- Катарина фон Елтер († сл. 1429), омъжена ок. 1417 г. за Гийом д' Орлей, господар на Линстер († май 1460)
- Йохан фон Елтер (1383 – 1432), господар на Аутел, Лароше, Щерпених и д'Аспремонт, женен 1394 г. за Жана д' Аспремонт (* 1383; † сл. 9 януари 1454)